# Skinnand
Skinnand är en by i civil parish Navenby, i distriktet North Kesteven, i grevskapet Lincolnshire, i England. Byn är belägen 14 km från Lincoln. Skinnand var en civil parish fram till 1931 när blev den en del av Navenby. Civil parish hade 25 invånare år 1921. Byar nämndes i Domedagsboken (Domesday Book) år 1086, och kallades då Schinende.